# Rubó
Rubó (szlovákul: Hrubov) község Szlovákiában, az Eperjesi kerület Homonnai járásában.

## Fekvése
Homonnától 21 km-re északra, a Laborc felső folyásától nyugatra fekszik.

## Története
1478-ban „Rubo” alakban említik először. A homonnai uradalom része volt, később a Szirmay és a Luzsénszky család birtoka.
Templomát 1780-ban építették, 1785-től helyi káplánság. A templomot Szent Péter és Pál tiszteletére szentelték fel.
A 18. század végén Vályi András így ír róla: „HRUBO. Tót falu Zemplén Várm. földes Ura Szirmay Uraság, lakosai katolikusok, fekszik Pákasztó, és Turczócz között; hegyes határja két nyomásbéli, zabot, kevés tatárkát, és krompélyt terem, erdője van, szőleje nints, széna nélkül szűkölködik, piatza Sztropkón.”
1810-től már önálló plébániával rendelkezik.
Fényes Elek 1851-ben kiadott geográfiai szótárában így ír a faluról: „Hrubó, tót falu, Zemplén vmegyében, ut. p. Homonnához éjszakra 2 1/2 mfldnyire: 307 kath., 10 zsidó lak. Kath. paroch. templom. 438 hold szántóföld. Hegyes, erdős határ.”
Borovszky Samu monográfiasorozatának Zemplén vármegyét tárgyaló része szerint: „Rubó, azelőtt Hrubó. Tót kisközség, melyben 67 ház és 389 róm. kath. vallású lakos van. Postája Laborczradvány, távírója és vasúti állomása Radvány. A homonnai uradalomhoz tartozott s azután a Szirmayak, majd a mult század elején a báró Luzsénszkyak lettek az urai. Most idegen kézen van. Róm. kath. temploma 1780-ban épült.”
1920 előtt Zemplén vármegye Mezőlaborci járásához tartozott.

## Népessége
| Év:            | 1994. | 2004.   | 2014.   | 2024.   |
| -------------- | ----- | ------- | ------- | ------- |
| Emberek száma: | 568   | 534     | 492     | 464     |
| Eltérés:       |       | -5,98 % | -7,86 % | -5,69 % |

| Év:            | 2023. | 2024.   |
| -------------- | ----- | ------- |
| Emberek száma: | 467   | 464     |
| Eltérés:       |       | -0,64 % |

1910-ben 387, túlnyomórészt szlovák lakosa volt.
2001-ben 551 lakosából 524 szlovák volt.
2011-ben 490 lakosából 480 szlovák.

## Nevezetességei
Szent Péter és Pál apostolok tiszteletére szentelt, római katolikus temploma 1780-ban épült.

## Külső hivatkozások
- E-obce.sk Archiválva 2013. december 25-i dátummal a Wayback Machine-ben
- Községinfo
- Rubó Szlovákia térképén